# Macandrewella tuberculata
Macandrewella tuberculata is een eenoogkreeftjessoort uit de familie van de Scolecitrichidae. De wetenschappelijke naam van de soort is voor het eerst geldig gepubliceerd in 1987 door Chen.